# Jéfferson Camacho
Jéfferson Donald Camacho Macías (Esmeraldas, Ecuador, 18 de mayo de 1948) es un exfutbolista ecuatoriano. Su posición dentro del campo de juego era polifuncional.

## Trayectoria
Sus inicios como futbolista fueron en los clubes locales de su ciudad natal como La Elegancia y Relojito. Después paso al Brasil de Ambato y luego jugó para equipos como Barcelona de Guayaquil, Emelec y Liga de Portoviejo. Precisamente en el cuadro azul fue donde pasó su mejor etapa como futbolista al ser campeón de la Serie A de Ecuador en 1972, teniendo como compañeros de equipo a Eduardo García, José María Píriz, Rafael Guerrero, Jesús Ortiz, Luis Lambert y Félix Lasso. Se destacaba sobre todo por su manera polifuncional dentro de la cancha.
Se retiró jugando para Liga de Portoviejo.

## Selección nacional
Formó parte de la selección ecuatoriana con la cual disputó la Copa América de 1975. Además de participar en encuentros amistosos.

### Participaciones en Copa América
| Campeonato        | Sede          | Resultado     |
| ----------------- | ------------- | ------------- |
| Copa América 1975 | Sin sede fija | Primera ronda |

## Clubes
| Club                   | País    | Año       |
| ---------------------- | ------- | --------- |
| Barcelona de Guayaquil | Ecuador | 1966-1971 |
| Emelec                 | Ecuador | 1972-1977 |
| Liga de Portoviejo     | Ecuador | 1978      |

## Palmarés

### Campeonatos nacionales
| Título             | Club   | País    | Año  |
| ------------------ | ------ | ------- | ---- |
| Serie A de Ecuador | Emelec | Ecuador | 1972 |

## Vida personal
Actualmente reside en la ciudad de Portoviejo en la provincia de Manabí.